# La Rue de la mort
Pour plus de détails, voir Fiche technique et Distribution.
La Rue de la mort (titre original : Side Street) est un film américain réalisé par Anthony Mann, sorti en 1949.

## Synopsis
En déposant le courrier, Joe récupère l'argent d'un chantage. Recherché par la police et les criminels, la fuite commence alors que sa femme est sur le point d’accoucher.

## Fiche technique
- Titre original : Side Street
- Titre français : La Rue de la mort
- Réalisation : Anthony Mann
- Scénario : Sydney Boehm
- Direction artistique : Daniel B. Cathcart et Cedric Gibbons
- Décors : Edwin B. Willis
- Photographie : Joseph Ruttenberg
- Son : Douglas Shearer, Charles E. Wallace
- Musique : Lennie Hayton
- Montage : Conrad A. Nervig
- Production : Sam Zimbalist
- Société de production : Metro-Goldwyn-Mayer
- Société de distribution : Metro-Goldwyn-Mayer
- Pays de production :  États-Unis
- Langue originale : anglais, turc
- Format : noir et blanc — 35 mm — 1,37:1 — son Mono (Western Electric Sound System)
- Genre :  : film noir
- Durée : 83 minutes
- Dates de sortie : 
  - États-Unis : 14 décembre 1949
  - France : 15 juin 1951

## Distribution
- Farley Granger : Joe Norson
- Cathy O'Donnell : Ellen Norson
- James Craig : Georgie Garsell
- Paul Kelly : Capitaine Walter Anderson
- Jean Hagen : Harriet Sinton
- Paul Harvey : Emil Lorrison
- Edmon Ryan : Victor Backett
- Charles McGraw : Stanley Simon
- Edwin Max : Nick Drumman
- Adele Jergens : Lucille "Lucky" Colner
- Harry Bellaver : Larry Giff
- Whit Bissell : Harold Simpsen
- John Gallaudet : Gus Heldon
- Esther Somers : Mme Malby
- Harry Antrim : M. Malby

Acteurs non crédités
- Anthony Dexter : Employé de la radio
- King Donovan : Détective Gottschalk
- Kathryn Givney : Infirmière Carter
- Don Haggerty : Rivers
- Herb Vigran : Photographe

## Chanson du film
- "Easy to Love" : paroles et musique de Cole Porter